# Eric Pothier
Eric Pothier (* 3. August 1979 in Calgary, Alberta) ist ein kanadischer Rennrodler.
Eric Pothier betreibt seit 1990 Rennrodeln, seit 1998 gehört er dem kanadischen Nationalkader im Doppelsitzer an. Zunächst trat er hier mit Chris Moffat an. Im Gesamtweltcup der Saison 1999/2000 wurde das Duo 13., bei der Europameisterschaft in Winterberg Zwölfter im Doppel und Neunter mit dem Team. Die Rennrodel-Weltmeisterschaften 2000 in St. Moritz beendeten sie als Zehnte, ebenso den Gesamtweltcup 2000/01. Sehr erfolgreich waren Moffat/Porthier bei den Olympischen Spielen 2002 von Salt Lake City, wo sie Fünfte wurden.
Nach den Olympischen Spielen gab es Umsetzungen bei den kanadischen Doppelsitzern. Porthier fuhr nun mit Grant Albrecht, sein früherer Partner Chris Moffat mit seinem Bruder, und Albrechts früherem Partner, Mike Moffat. Albrecht/Pothier waren zunächst das stärkere Doppel. In der nacholympischen Saison 2002/03 belegten sie im Gesamtweltcup den neunten Rang, 2003/04 wurden sie Siebte und 2004/05 Achte. Bei den Rennrodel-Weltmeisterschaften 2003 in Sigulda belegten sie den elften Platz im Doppel und den achten Platz mit dem Team, 2004 wurden sie im Doppel Neunte und mit der Mannschaft Siebte, sowie 2005 Elfte im Doppel und Sechste mit dem Team. Bei den Olympischen Spielen 2006 wurden sie Zehnte.